# Großheide
Großheide (Bas allemand : Grootheid) est une commune de Basse-Saxe, en Allemagne, située dans l'arrondissement d'Aurich.

## Géographie
Großheide est située dans la région historique de Frise orientale.

### Quartiers
- Arle
- Südarle
- Berumerfehn
- Westermoordorf
- Großheide
- Ostermoordorf
- Coldinne
- Menstede
- Südcoldinne
- Westerende

## Jumelages
- Woldegk (Allemagne) depuis 1990